# Association des communes de France aux noms burlesques et chantants
Le Groupement des communes de France aux noms burlesques, pittoresques et chantants a été fondé en 2003 par Patrick Lasseube, ancien maire (2001-2008) de Saint-Lys, pour regrouper des communes françaises ayant des particularités toponymiques, afin de valoriser leur image.

## Rencontres

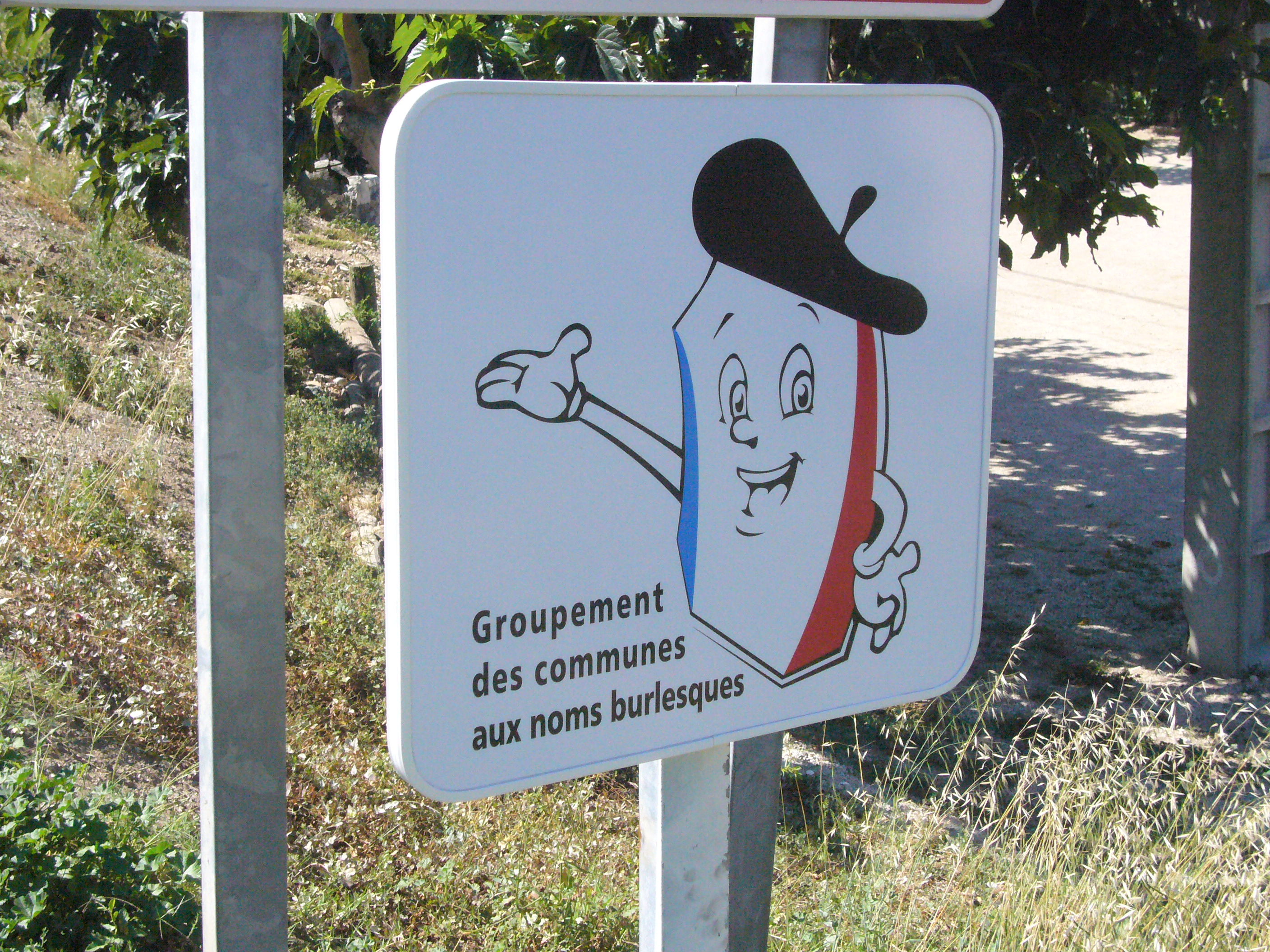
Panneau placé à l'entrée du village de Saint-Arnac, dans les Pyrénées-Orientales.

Le groupement organise chaque année des rencontres afin de promouvoir leurs communes et leurs patrimoines architecturaux, historiques ou gastronomiques. Seules sont admises à participer aux rencontres les communes ou les hameaux « dont le nom évocateur prête à sourire, à rire ou dont la musicalité est porteuse de pittoresque et de folklore ».
- 2003 : première rencontre officielle à Mingecèbes (« mange-oignon » en occitan, hameau de Saint-Lys)[1] ;
- 2004 : Beaufou (Vendée), 14 participants ;
- 2005 : Cocumont (Lot-et-Garonne), 22 participants ;
- 2006 : Arnac-la-Poste (Haute-Vienne), 23 participants ;
- 28 et 29 juillet 2007 à Vaux-en-Beaujolais (Rhône), inspirateur du roman Clochemerle ;
- 5 et 6 juillet 2008 à Vatan (Indre) ;
- 11 et 12 juillet 2009 à Bouzillé (Maine-et-Loire) ;
- 17 et 18 juillet 2010 à Cassaniouze (Cantal) ;
- 2 et 3 juillet 2011 à Corps-Nuds (Ille-et-Vilaine) ;
- 7 et 8 juillet 2012 à Andouillé (Mayenne) ;
- 6 et 7 juillet 2013 à Vinsobres (Drôme)[2] ;
- 18 au 20 juillet 2014 à Beaufou (Vendée) ;
- 11 et 12 juillet 2015 au Quiou (Côtes-d'Armor);
- 8 et 9 juillet 2016 à Marans (Charente-Maritime)[3];
- 8 et 9 juillet 2017 à Folles (Haute-Vienne);
- 7 et 8 juillet 2018 à Monteton (Lot-et-Garonne);
- 6 et 7 juillet 2019 à Ballots (Mayenne) ;
- 27 et 28 août 2022 à Bourgougnague (Lot-et-Garonne) ; les éditions intermédiaires ayant été compromises par la pandémie de Covid-19 ;
- 8 et 9 juillet 2023 à Corps-Nuds (Ille-et-Vilaine);

## Communes membres
En 2018, le groupement compte 41 membres ; communes et lieux-dits, mais certains quittent ensuite le groupement.
- Andouillé
- Arnac
- Arnac-la-Poste
- Ballots
- Beaufou
- Bellebrune
- La Bénisson-Dieu
- Bèze
- Bourgougnague
- Bouzillé
- Cassaniouze
- Chantemerle-sur-la-Soie
- Cocumont
- Corps-Nuds
- Coubisou
- Cudos
- Cucugnan
- Folles
- Grateloup-Saint-Gayrand
- Latronche
- Les Lèches
- Longcochon
- Marans
- Messein
- Minjocèbos, lieu-dit de la commune de Saint-Lys
- Moncrabeau
- Monteton
- Nouvoitou
- Plumaudan
- Poil
- Le Quiou
- Saint-Arnac
- Saint-Barbant
- Saint-Pompon
- Sucé-sur-Erdre
- Simplé
- Trécon (depuis 2016[3])
- Vatan
- Vaux-en-Beaujolais (Clochemerle)
- Vieillevie
- Vinsobres

Communes ayant quitté le groupement ou ayant refusé :
- Mariol (Allier) devait organiser l'édition 2014[5] mais a annulé à la suite de l'élection d'un nouveau maire[6] préférant garder une image sérieuse[7].